# Mutter & Sohn
Mutter & Sohn (Originaltitel: Poziția Copilului, wörtlich: „Die Stellung des Kindes“; englischsprachiger Festivaltitel: Child’s Pose) ist ein rumänisches Filmdrama des Regisseurs und Drehbuchautors Călin Peter Netzer aus dem Jahr 2013.
Der Film wurde am 8. Februar 2013 im Rahmen der 63. Internationalen Filmfestspiele Berlin uraufgeführt und dort mit dem Hauptpreis des Festivals ausgezeichnet. Damit ging der Goldene Bär erstmals nach Rumänien. Mutter & Sohn kam am 23. Mai 2013 in die deutschen Kinos.

## Inhalt
Die männliche Hauptperson Barbu überfährt während einer Fahrt mit deutlicher Geschwindigkeitsüberschreitung ein Kind. Ihm droht ein Strafprozess und jahrelange Haft. Seine Mutter Cornelia, Architektin und Mitglied der rumänischen Oberschicht, beginnt Aktivitäten, um Zeugen zu bestechen und eine Verurteilung ihres Sohnes zu vermeiden.

## Kritiken
„Ohne großes Vorspiel klinkt sich der Film in den Alltag einer wohlhabenden Familie ein. Im Zentrum steht Claudia, eine Frau um die 60, deren größtes Problem das entfremdete Verhältnis zu ihrem erwachsenen Sohn ist. In diese abgesicherte Welt knallt dann die Katastrophe, als ihr Sohn mit überhöhter Geschwindigkeit einen Unfall verursacht, in dem ein 14-jähriger Junge stirbt. […] So entspinnt sich ein vielschichtiges psychologisches Drama um Schuld, Sühne und Vergebung, und um die Nachbeben dieses Unfalls, in dem man der anfänglich höchst unsympathischen Claudia sukzessive näherkommt. Dabei steht die Machart des Films in starkem Kontrast zu den saturierten Verhältnissen, in denen er spielt, in oft schummrigen Lichtverhältnissen und mit unruhig hin- und hergeschwenkter Kamera, die den Eindruck erweckt, einer der nervösen Protagonisten zu sein.“

„Gerade in der nüchternen, dokumentarisch wirkenden Rekonstruktion des strategischen Feldzugs, den Cornelia in Gang setzt, um den Sohn zu schützen, erreicht der Film einen deprimierenden Höhepunkt: Der rohe Materialismus und die arrogante, menschenverachtende Überzeugung, dass sich mit Geld alles richten lässt, lassen einem den Atem stocken. Wie in seinem Film ‚Maria‘ (2003) gibt der junge rumänische Regisseur Călin Peter Netzer auch in ‚Child’s Pose‘ anhand eines Familien- und Beziehungsporträts Einblicke in den moralischen Zustand der postsozialistischen rumänischen Gesellschaft.“

„Leider bleibt Netzer inszenatorisch sehr im Altvertrauten: Seine lang andauernden, weich schattierten Handkamerabilder lassen Child’s Pose etwas unerheblich wirken. Auch akustisch ist der weitgehende Verzicht auf extradiegetische Musik und die Verwendung von dem Visuellen entsprechenden Soundperspektiven altbekannt. Man hat sich an diesen Stil doch mittlerweile so weit gewöhnt, dass man die wahrscheinlich einstmals intendierten Realismuseffekte nur noch als inszenatorische Behauptung wahrnimmt. So wird diesem scharfen und beachtenswerten Film, der die klassische, komplexe Kunst des Einfühlungsschauspiels meisterhaft zur Anwendung bringt, viel von seiner Brisanz geraubt.“

„Die Geschichte aus der rumänischen Oberschicht ist kühl, solide und unspektakulär erzählt, auch wenn sie von der fast monströsen Mutterliebe handelt, mit der eine Frau ihren erwachsenen Sohn erdrückt, während sie alles tut, um ihn nach einem Verkehrsunfall mit tödlichem Ausgang vor dem Gefängnis zu bewahren.“

„Der Gewinner-Film der Berlinale 2013 wurde von Calin Peter Netzer in der rumänischen Oberschicht angesiedelt. ‚Child’s Pose‘ erzählt die Geschichte von Cornelia (Luminița Gheorghiu, 63), deren von ihr abgöttisch geliebter Sohn Barbu (Bogdan Dumitrache, 35) in einen Verkehrsunfall mit tödlichem Ausgang verwickelt wird. Berechnend, kühl und erschreckend emotionslos unternimmt Cornelia daraufhin alles, um ihren Jungen vor dem Gefängnis zu bewahren – und das mit sämtlichen Mitteln, die ihr zur Verfügung stehen. Zu Recht beschreibt ‚Spiegel Online‘ die Rolle dieser ‚monströsen Mutter‘ als ‚wohl unsympathischste Figur der diesjährigen Berlinale‘. Nicht zuletzt aufgrund der schauspielerischen Glanzleistung von Luminița Gheorghiu erhielt ‚Child’s Pose‘ den Goldenen Bären aus den Händen der internationalen Jury.“

„Von Anfang an nervt der moralisierende, ressentimentgeladene Ton, den ‚Mutter und Sohn‘ anschlägt, die denunziative Geste, mit der Cornelia und ihre Freundin bloßgestellt werden als alte Schachteln in teuren Mänteln, als hochgeputzte Schabracken von unerträglicher Dominanz, die über arme Opferfamilien wie schwache Söhne gleichermaßen hinwegwalzen. Richtig übel wird es dort, wo der Film sich bemüht, Barbus ‚Schwäche‘ als eine bestimmte Form der ‚Unmännlichkeit‘ zu präzisieren - als sei es Naturgesetz, dass starke Mütter entmannte Söhne produzieren. […] Trotz alledem: ‚Mutter und Sohn‘ hat seine gute Seiten - vor allem dort, wo der Film versucht, seinen Hang zum ödipalen Schwarz-Weiß-Denken zu überwinden und ausgehend vom Unfall den Blick zu öffnen, die Verhältnisse zu verunklaren und die Schuld zu vervielfältigen.“

„Calin Peter Netzer zeigt unaufgeregt, wie die rumänische Gesellschaft 25 Jahre nach dem Ende der Ceausescu-Diktatur funktioniert, wie eine reiche Oberschicht, der Cornelias Familie angehört, Behörden und Gesetze manipuliert. Was den Film aber über diese genau beobachteten Vorgänge hinaus interessant und berührend macht, ist das individuelle moralische Drama, das von dem gesellschaftlichen Dilemma nicht zu trennen ist. [… ]Mit der Handkamera ganz nah an seinen Protagonisten, nüchtern, fast dokumentarisch und doch sehr komplex werden so Strukturen sichtbar, die zu moralischen Entgleisungen führen, ohne dass den Filmhelden etwas von ihrem Menschsein oder die Chance auf Veränderung genommen wird.“

## Auszeichnungen
- Internationale Filmfestspiele Berlin 2013: Goldener Bär für den besten Film